# Ponte Madonna della Stella
El Ponte Madonna della Stella, también conocido como Ponte Acquedotto Madonna della Stella, Ponte Viadotto-Acquedotto Madonna della Stella, o simplemente il ponte di Gravina, es un puente y acueducto del siglo XVIII sobre el río Gravina en la ciudad de Gravina in Puglia, en el sur de Italia.

## Nombre
El puente toma su nombre de la iglesia medieval y santuario rupestre, dedicado a la Madonna (Virgen), que domina el desfiladero y al que conduce el puente desde el centro de la ciudad hacia el este. Según la tradición local, María fue representada anteriormente, en un fresco ahora perdido, con un manto azul con una estrella plateada (en italiano: stella); se dice que esta imagen fue venerada durante el Renacimiento como dispensadora de milagros.

## Descripción
El puente, de 90 metros de largo y 5,5 metros de ancho, es una estructura arqueada de dos niveles, que se eleva a una altura de 37,5  metros, construida en sillar de piedra caliza de cantera local. Atraviesa el torrente del río Gravina, anteriormente conocido como Crapo, y funciona también como acueducto. El pretil del lado sur, a 3 metros, tiene el doble de altura que el del lado norte, lo que deja espacio para el canal de agua.
El acueducto mayor del que forma parte tiene su nacimiento a unos 3 kilómetros al noroeste del centro de Gravina, en los manantiales de Sant'Angelo en la zona de Lamacolma, donde dos cuencas de captación captan las aguas que emergen entre el Plio. -Calcarenita del pleistoceno y las capas de arcilla de arriba. Conduce a dos fuentes, Fontana La Stella al oeste antes de llegar al puente, para el suministro de agua potable, y otra en el extremo este del puente, para su uso en un lavadero. El acueducto en gran parte subterráneo corre casi 3500 metros desde su fuente hasta esta fuente, descendiendo unos 7 metros a lo largo de su longitud, una pendiente promedio del 0,2% (desde una elevación de 360 metros en su fuente hasta 352 metros junto a la fuente). El acueducto se construyó con una serie de sesenta y seis pozos de inspección a lo largo de su longitud, treinta de los cuales pueden identificarse por separado en la superficie, hundidos en un intervalo de 100-135 metros. Las galerías a través de las cuales fluyó el agua tienen una altura promedio de 1,75 metros, elevándose a un máximo de 3,5 metros, y un ancho promedio de 0,75 metros. Un canal doble, de 15 centímetros de ancho y con una partición de unos 10 centímetros de altura, permite cerrar un canal durante los trabajos de mantenimiento sin interrupción total del suministro.

## Historia
Un puente anterior que conectaba las dos orillas y permitía a los fieles llegar a la iglesia se documenta por primera vez en 1686. Probablemente dañado en el terremoto de ese año, posteriormente se derrumbó en el terremoto de 1722. Hacia mediados de siglo, la familia Orsini ordenó su reconstrucción y transformación en acueducto, para llevar al pueblo las aguas de los manantiales de Sant'Angelo y San Giacomo. El trabajo en el acueducto, supervisado por el ingeniero Di Costanzo, y del cual el puente lleva una pequeña parte, comenzó en 1743 y se completó en gran parte en 1778. Los primeros trabajos de mantenimiento y reparación en el canal de agua comenzaron apenas tres años más tarde, y las obras periódicas en una línea similar continuaron hasta que el acueducto fue reemplazado por el Acueducto de Apulia en el siglo XX. Una serie de veinticinco arcos llevaban antiguamente el canal de agua sobre el puente, pero, dañados por una inundación en agosto de 1855, fueron reemplazados por un muro de toba. En 1860, se colocaron tirantes de hierro y se instaló pavimento rústico.
El puente aparece en la secuencia previa a los créditos de la película de James Bond de 2021 Sin tiempo para morir, donde fue trasplantado cinematográficamente de Gravina in Puglia para conectar Matera con su necrópolis; para proteger la estructura histórica durante el rodaje (realizado en 2019), fue revestida con láminas de acero, y para permitir el salto de Bond, equipada con cableado eléctrico falso. El puente también se ha utilizado en la próxima película The Way of the Wind. A finales de 2019, en reconocimiento a su importancia cultural y potencial turístico, y citando específicamente su uso en ese momento en producciones cinematográficas internacionales, la región de Apulia concedió una subvención de 1,5 millones de euros para las obras del puente, incluida la remoción de acumulaciones, control preventivo de malezas, mitigación de grietas e iluminación mejorada.

## Galería

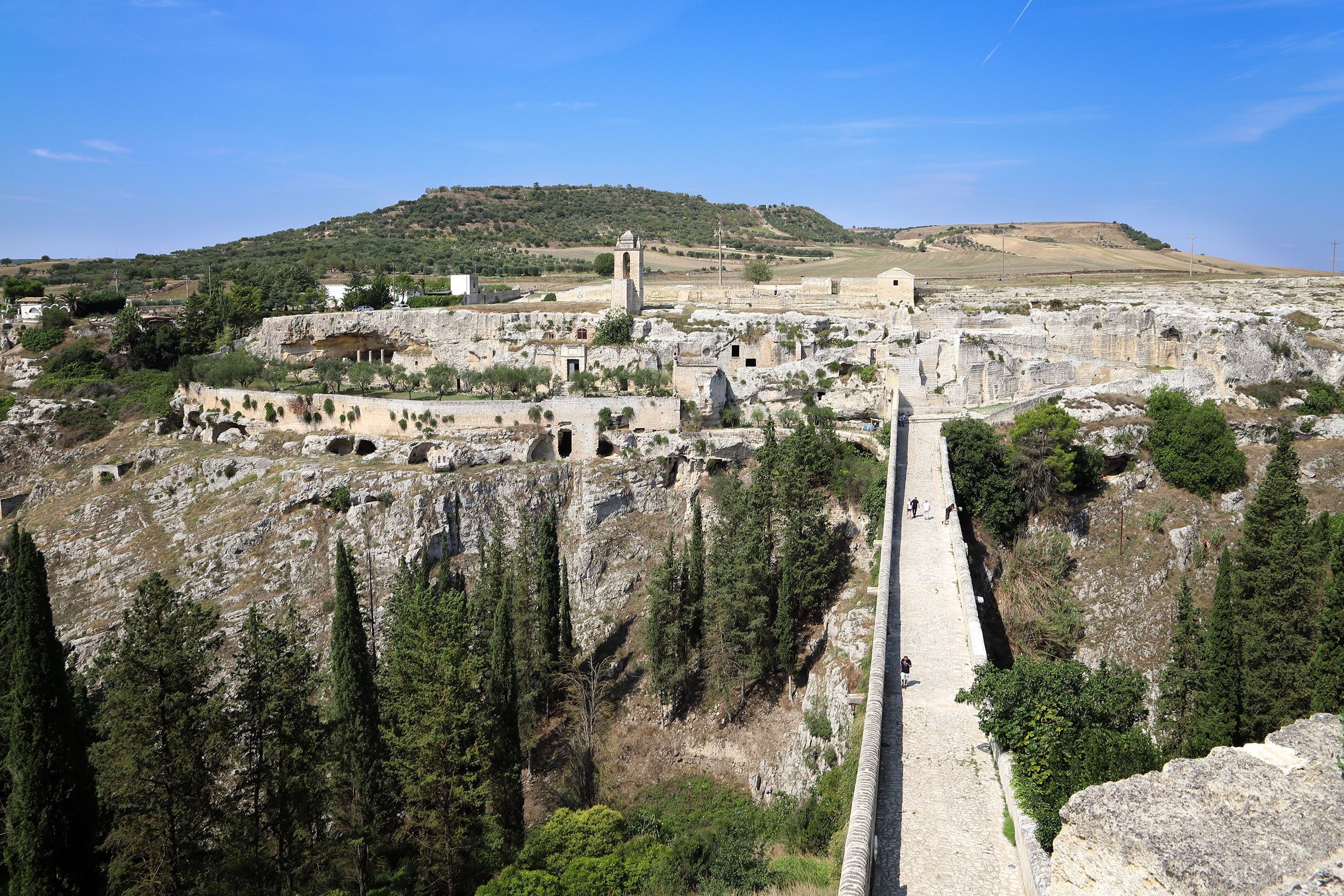
Vista sobre el desfiladero, a través del cual fluye el Gravina, hacia el santuario del mismo nombre de la Virgen al oeste.
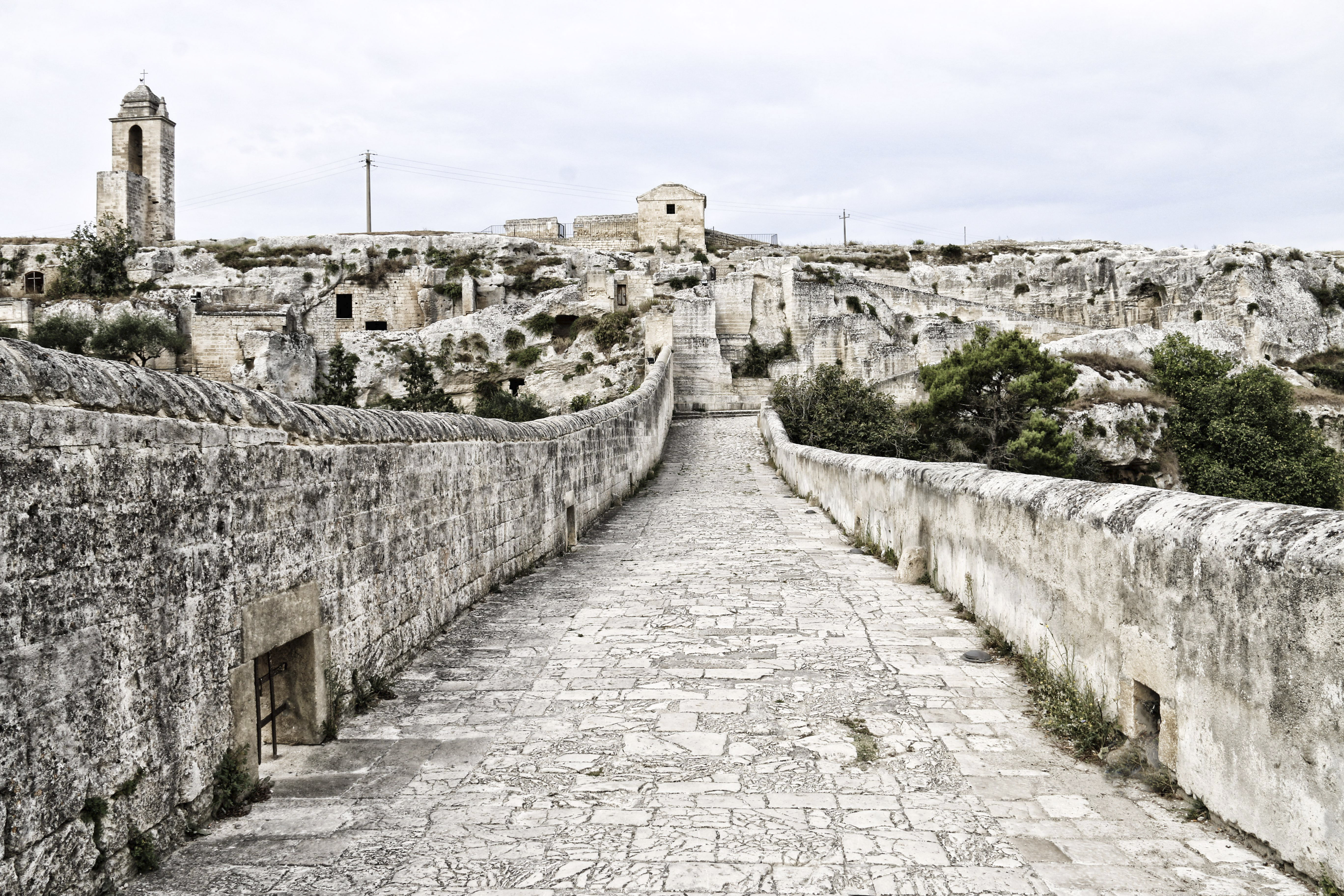
El pretil se eleva a unos 3 metros en el lado sur del puente, dos veces la altura del norte, para permitir el canal de agua.